# Ennerdale and Kinniside
Ennerdale and Kinniside is een civil parish in het bestuurlijke gebied Copeland, in het Engelse graafschap Cumbria. In 2001 telde het dorp 240 inwoners.